# Brian Griffiths
Brian Griffiths, Baron Griffiths of Fforestfach, (* 27. Dezember 1941 in Fforestfach, Swansea, Wales) ist ein britischer Ökonom, Politiker (Conservative Party) und Life Peer.

## Leben
Brian Griffiths studierte an der London School of Economics and Political Science und lehrte ebenda von 1965 bis 1976. 1976 wurde er an der City University London zum Professor für Bankwesen und Internationales Finanzwesen. Von 1982 bis 1985 war er Dekan der City University Business School (seit 2002 Cass Business School).
Er war 1983 bis 1985 Direktor der Bank of England. Griffiths war von 1985 bis 1990 Leiter des Prime Minister’s Policy Unit und maßgeblicher Berater von Margaret Thatcher. Griffiths ist seit 1990 Vice Chairman von Goldman Sachs International. Des Weiteren ist er für Times Newspaper und Herman Miller Inc. tätig. Er ist Aufsichtsratsmitglied von ServiceMaster, der English, Welsh und Scottish Railway sowie Land Securities Trillium. Er war von 1999 bis 2002 Chairman von Westminster Health Care. Er ist Vizepräsident des Nature in Art-Trust.
Am 5. Februar 1991 wurde er durch Königin Elisabeth II. zum Baron Griffiths of Fforestfach, of Fforestfach in the County of West Glamorgan, ernannt. Er ist Vorsitzender verschiedener Ausschüsse des House of Lords. Von 1991 bis 2001 war er Vorsitzender des Zentrums für Politik des House of Lords.
Griffiths, Angehöriger der Anglikanischen Kirche, ist Vorsitzender des Lambeth Fund and Christian Responsibility in Public Affairs des Erzbischofs von Canterbury. Er engagiert sich für die durch Papst Johannes Paul II. 1991 gegründete Stiftung Centesimus Annus Pro Pontifice (CAPP) und ist Mitglied im Stiftungsrat der Päpstlichen Stiftung.
Er hat zahlreiche Schriften zur Finanzpolitik und Wirtschaftsethik veröffentlicht. Er ist darüber hinaus langjähriger Co-Conference Host des St. Gallen Symposium.